# Higher (canción de Taio Cruz)
«Higher» (Muy drogado en español)  es una canción pop de Taio Cruz de su segundo álbum de estudio Rokstarr. Cruz canta junto a Travie McCoy y Kylie Minogue, en dos versiones apartes de la canción, respectivamente La versión con McCoy fue lanzada en las radios estadounidenses el 30 de noviembre de 2010 mientras que la versión con Minogue fue lanzada como sencillo el 14 de febrero de 2011.
Logró ser el 7º sencillo número uno en el Billboard Hot Dance Club Songs, también es su 4 sencillo consecutivo; después de sus anteriores sencillos de su álbum Aphrodite (All The Lovers, Get Outta My Way y Better Than Today). Además con este sencillo logró ser el primer artista en tener más de una canción en el top 5 en la misma lista; Con Better Than Today en el 1 y Higher en el 3.

## Promoción
La canción fue cantada en Starfloor el 30 de octubre de 2010; muchos se "quejaron", hasta la misma Kylie porque su voz no se escuchaba gracias al volumen bajo.

## Vídeo Musical
El vídeo fue dirigido por Alex Herron, y sigue el estilo de los anteriores vídeos de Cruz.
El video europeo, protagonizado por Cruz y Minogue, fue lanzado el 19 de noviembre de 2010. La versión estadounidense, protagonizada por McCoy, fue lanzada el mismo día. Ambas versiones presentan a Cruz y Minogue o McCoy en un almacén subterráneo con una banda en vivo.
El vídeo empieza en un lugar cerrado con autos andando, y Taio empieza cantando dentro del auto al igual que Minogue. El vídeo transcurre una parte en ellos cantando dentro del auto y unas mujeres bailando. Salen del auto y la banda de Taio toca. Las bailarinas y Minogue seducen a Taio. Para luego retirarse cada uno en su auto.

## Posicionamiento en listas
| Listas (2010–2011)                     | Mejor posición |
| -------------------------------------- | -------------- |
| Alemania (Offizielle Deutsche Charts)  | 3              |
| Alemania (German Airplay Chart)        | 8              |
| Australia (ARIA)                       | 25             |
| Austria (Ö3 Austria Top 40)            | 3              |
| Bélgica (Flandes) (Ultratop 50)        | 12             |
| Bélgica (Valonia) (Ultratop 50)        | 9              |
| Canadá (Canadian Hot 100)              | 13             |
| Escocia (Scottish Singles Sales Chart) | 6              |
| Eslovaquia (Rádio Top 100)             | 5              |
| España (Top 100 Canciones)             | 16             |
| Estados Unidos (Billboard Hot 100)     | 24             |
| Estados Unidos (Hot Dance Club Songs)  | 1              |
| Estados Unidos (Mainstream Top 40)     | 13             |
| Finlandia (OFC)                        | 7              |
| Francia (SNEP)                         | 7              |
| Hungría (Rádiós Top 40)                | 4              |
| Irlanda (IRMA)                         | 7              |
| Nueva Zelanda (Recorded Music NZ)      | 5              |
| Noruega (VG-lista)                     | 2              |
| Polonia (ZPAV)                         | 2              |
| Reino Unido (UK Singles Chart)         | 8              |
| Rumania (Romanian Top 100)             | 49             |
| Suecia (Sverigetopplistan)             | 18             |
| Suiza (Schweizer Hitparade)            | 4              |

### Certifications
| País          | Certificador | Certificación |
| ------------- | ------------ | ------------- |
| Australia     | ARIA         | Oro           |
| Nueva Zelanda | RIANZ        | Oro           |
| Suiza         | IFPI         | Oro           |